# Chiesa del Regno di Dio
La Chiesa del Regno di Dio, conosciuta anche come Associazione filantropica Gli amici dell'uomo, è un movimento religioso cristiano iscrivibile nei gruppi di ispirazione millenarista e restaurazionista, gruppi dei quali fanno parte anche gli studenti biblici internazionali oggi chiamati testimoni di Geova.

## Storia
Il movimento nasce a Ginevra nel 1920 per opera del fotografo Frédéric-Louis-Alexandre Freytag che era stato responsabile dal 1912 al 1918 della sezione svizzera della Società Torre di Guardia.
Freytag cominciò ad avere una visione diversa rispetto a Joseph Franklin Rutherford, succeduto a Charles Taze Russell alla guida della Società Torre di Guardia.
Nel 1918 Rutheford licenziò Freytag dalla guida della sezione svizzera della società e nel 1919 Freytag venne disassociato dagli studenti biblici. Secondo la versione dei Testimoni di Geova egli era stato autorizzato a pubblicare una traduzione francese della Torre di Guardia e anche degli Studi sulle Scritture, ma abusò della sua autorità pubblicando idee proprie. Quando Rutherford lo seppe, Freytag fu immediatamente congedato e l'ufficio di Ginevra venne chiuso. Tuttavia questi voleva continuare ad avere il controllo della proprietà della Società a Ginevra e rifiutò di rendere conto sulle questioni finanziarie. Inoltre voleva pubblicare una sua rivista dal titolo La Tour de Garde (La Torre di Guardia). Fu avanzata un'azione legale da parte di Rutherford ma l'esito non è stato ufficializzato (fonti controverse parlano alcune di sentenza a favore ed altre contro).
Il movimento ha subito uno scisma nel 1947, pochi mesi dopo la morte di Freytag; B. Sayerce, in contrasto con la direzione svizzera guidata da E. Ruffener, si dichiarò successore di Freytag e "servitore fedele e prudente". Si vennero così a creare due branche diverse tuttora esistenti del movimento, con diverse differenze dottrinali consistenti nel fatto che la branca francese degli Amici dell'uomo facente capo a Bernard Sayerce nel tempo rinuncia in modo netto all'aspetto dottrinario contenuto nelle opere di Freytag, non pratica il battesimo, non celebra la commemorazione annuale della pasqua; inoltre crede solo che la Terra verrà restaurata allo stato edenico e che non esista alcun aldilà celeste. Negli anni 80 la branca francese che dopo Sayerce era stata guidata da L. Sartre e J. Neyrand conosce nuovi problemi di successione che portano alla formazione dell'associazione amis sans frontiere senza referenze religiose a cui si contrappone le renovau des amis de l'homme. In Francia è comunque presente una parte del movimento rimasta fedele alla dottrina contenuta negli scritti di Freytag e alla direzione svizzera e che ha il suo principale centro a Parigi.
In Italia l'opera ha preso inizio nel 1946 a cura di Sebastiano Chiardola (1914–1993), e ha come proprio centro principale Torino che è rimasta sempre legata alla direzione svizzera di Cartigny. A oggi essa conta 18 congregazioni più alcuni altri gruppi isolati per un totale di circa 1 000 membri attivi nell'opera di evangelizzazione.
Direttore attuale dell'opera è Fabrizio Gamberini.

## Punto di vista
Gli Amici dell'uomo coltivano i principi del Cristianesimo, come l'amore per il prossimo, il pacifismo e l'amore per gli animali e la natura, ascrivibile al cosiddetto socialismo evangelico.
Le credenze degli Amici dell'uomo si avvicinano molto a quelle dei Testimoni di Geova e anche alla Chiesa cristiana millenarista. Affermano sistematicamente che tutte le religioni sono di origine satanica (vedi il Messaggio all'umanità Edizioni chiesa del regno di Dio). Tuttavia non cercano di convertire le persone in modo sistematico, in quanto ritengono che con l'avvento del Regno della Giustizia tutta l'umanità dovrà conformarsi alla legge universale per formare la grande famiglia divina.
Gli Amici dell'uomo non credono all'inferno e al paradiso presenti nelle tradizionali chiese cristiane, rifiutano i dogmi dell'immortalità dell'anima e della Trinità, che considerano dottrine elaborate dall'imperatore Costantino, ritengono che ogni persona che rispetti la Legge universale illustrata nel libro scritto da Freytag Il Messaggio all'umanità possa vivere per sempre su una terra paradisiaca, mentre 144000 144000 fedeli facenti parte del piccolo gregge cioè della chiesa fedele potranno andare a regnare con Gesù nel millennio (Apocalisse 5,10). Gli Amici dell'uomo mettono in pratica la neutralità cristiana, quindi si rifiutano di impugnare armi o di partecipare a guerre e non partecipano alla politica parlamentare in modo attivo ma lasciano libero ogni membro di votare o meno quando si svolgono elezioni politiche o referendum; sono vegetariani, non fumano tabacco, non bevono tè, alcool e caffè e comunque traspare negli scritti di Freytag anche una visione poco speranzosa riguardo alla scelta di formare una famiglia in questo mondo in quanto essa nonostante tutte le buone intenzioni e l'affetto umano che legherà il marito alla moglie e ai figli sarà inevitabilmente un'espressione settaria come tutte le aggregazioni umane mondane destinate a scomparire con la venuta del regno di Dio. Tra i fedeli è in uso darsi del voi come consigliava Freytag.

### Dottrina
1. La chiesa del Regno di Dio crede in un unico Dio eterno e immutabile, in suo figlio Gesù subordinato al Padre e nello Spirito Santo o fluido vitale che è la forza attiva di Dio.(Deuteronomio 6,4[6])
2. Gesù è morto sulla croce come secondo Adamo, è morto come uomo perfetto per ristabilire l'umanità e donargli la possibilità di vivere per sempre su una terra rinnovata. (1 Corinzi 1,13-23;2,1.6;15,45-53[7]; 2 Corinzi 5,1;13,4[8])
3. Dio ha inviato il messaggero dell'eterno e servitore fedele e prudente F. L. A. Freytag (Matteo 24,45[9]) affinché la verità si manifestasse in tutto il suo splendore e gli scritti di Freytag svelassero il vero significato delle Sacre Scritture.
4. Nel millennio messianico che è iniziato nel 1918 secondo gli scritti di Freytag (Apocalisse 20-21[10]) Dio restaurerà la terra alla primitiva perfezione edenica, la vera chiesa formata da 144 000 persone andrà a Regnare assieme a Gesù Cristo nei cieli mentre per i restanti obbedienti a Dio si aprirà la possibilità di vivere per sempre su una terra paradisiaca dove verranno ammaestrati nelle vie dell'amore dalla falange o esercito dell'eterno cioè quei membri che hanno ricevuto un'immortalità terrena, i malvagi che rifiuteranno di obbedire al vangelo dell'amore invece saranno distrutti dal loro orgoglio insieme a Satana.

Gesù è ritornato in forma spirituale con la risurrezione. I fedeli che appartengono all'esercito dell'eterno secondo il pensiero di Freytag possono anche evitare la morte se riescono a vivere in modo integrale la legge universale. I 144 000 appartenenti al piccolo gregge completano e rendono valido il Sacrificio di Gesù Cristo e quando l'ultimo dei 144 000 sarà salito in cielo si instaurerà il regno di Dio.

## Organizzazione
L'organizzazione non è molto marcata, un anziano sia donna che uomo dirige ogni singola assemblea.

### Momenti della vita comunitaria
Durante la settimana si svolgono tre riunioni, il lunedì per la preghiera comunitaria, il giovedì per la lettura di scritti di F. L. A. Freytag e la domenica si svolgono due incontri, al mattino i fedeli si ritrovano per la lettura di un passo biblico tratto dal libro Rugiada dal cielo di Freytag e il pomeriggio ha luogo l'assemblea principale in cui si legge il Giornale per tutti che viene poi commentato dall'anziano di chiesa, durante le assemblee si cantano inni tratti dal libro i Cantici del Messaggero composto da Freytag. Per propagandare il messaggio contenuto negli scritti di F. L. A. Freytag gli aderenti all'associazione effettuano un sistematico porta a porta o alternativamente lasciando nelle buche delle lettere le pubblicazioni della società.
Le riunioni si svolgono presso locali di culto chiamati "Case del Regno". In alcune nazioni come la Francia e la Svizzera gruppi di fedeli vivono nelle cosiddette "stazioni del Regno di Dio", delle comunità che si basano principalmente sull'agricoltura, la principale è la stazione del regno di Dio di Cartigny che è anche la sede centrale del movimento sin dalla sua nascita. Chi decide di entrare a tempo pieno nell'opera di predicazione del regno lascia tutti i suoi beni e proprietà alla società e in genere abbandona gli affetti carnali e viene preso totalmente a carico dall'assemblea che si occupa di fornirgli vitto e alloggio e quanto necessario a ogni fedele che entra a tempo pieno per servire come evangelizzatore.
Una volta all'anno viene celebrata la commemorazione della Pasqua in cui viene spiegato perché Dio mandò Gesù sulla terra e come la morte sulla croce di Gesù consista nel prezzo del riscatto pagato a favore di tutta l'umanità per riscattare la caduta di Adamo. Durante questa cerimonia vengono fatti passare fra i fedeli pane azimo e vino rosso. Gli appartenenti all'Esercito dell'eterno, cioè coloro che hanno la speranza di vivere per sempre su una terra paradisiaca, assumono solo il pane mentre gli appartenenti al piccolo gregge (i 144 000 che hanno la speranza di andare in cielo per Regnare assieme a Gesù Cristo) assumono sia il pane che il vino. Gli amici dell'uomo celebrano il Natale preparandosi spiritualmente leggendo nelle settimane antecedenti il 25 dicembre il libretto "I racconti di Natale" composto da Freytag.
In primavera si festeggia la festa dell'Esercito dell'Eterno chiamato anche la falange, mentre in autunno la festa del piccolo gregge. Una volta all'anno ha luogo nel mese di luglio l'assemblea generale. Il Battesimo è riservato a coloro che vogliono correre per ottenere l'immortalità divina e sacrificarsi per espiare i peccati dell'umanità associandosi all'opera redentrice di Gesù Cristo, il battesimo viene praticato per immersione nel nome di Gesù.

### Pubblicazioni formative
In Italia la Chiesa del Regno di Dio diffonde due riviste, il mensile Il Monitore del Regno della Giustizia, il settimanale Il Giornale per tutti annunziante il regno di Cristo e una dozzina di opuscoli composti da F. L. A. Freytag.

### Simbolo
Il simbolo della Chiesa del Regno di Dio è un ovale al cui interno è raffigurata la scena evangelica del Giovanni 9,1-41 con Gesù Cristo, luce del mondo, che è nell'atto di donare la vista al cieco.

## Testi di riferimento
Le credenze degli amici dell'uomo si basano sugli scritti di Freytag considerato il servitore fedele e prudente descritto nel Vangelo di Matteo (24,45); gli scritti di Freytag sono considerati gli scritti più importanti del mondo e hanno un'importanza superiore alla Bibbia per i suoi seguaci, gli amici dell'uomo considerano l'antico testamento un testo con passaggi che mostrano un Dio vendicativo poiché all'epoca coloro che scrivevano, cioè i profeti, erano tutti sotto la suggestione dello spirito del mondo e per questo motivo gli amici dell'uomo considerano essenziale conoscere solo e unicamente i quattro vangeli, gli Atti degli Apostoli e le lettere dell'apostolo San Paolo, oltre naturalmente all'Apocalisse di Giovanni.
- La Divina Rivelazione (1920)
- Il messaggio all'umanità (1922)
- La Vita eterna (1933)
- Libro Rugiada del Cielo, contiene una meditazione tratta da un verso biblico per ogni giorno dell'anno
- I Racconti di Natale